# 3281 Maupertuis
3281 Maupertuis è un asteroide della fascia principale. Scoperto nel 1938, presenta un'orbita caratterizzata da un semiasse maggiore pari a 2,3497745 au e da un'eccentricità di 0,0970113, inclinata di 5,99046° rispetto all'eclittica.
L'asteroide è dedicato all'astronomo francese Pierre Louis Moreau de Maupertuis.